# Пешина
Пешина (итал. Pescina) — коммуна в Италии, расположена в регионе Абруццо, подчиняется административному центру Л’Акуила.
Население составляет 4484 человека (на 2005 г.), плотность населения составляет 119,57 чел./км². Занимает площадь 37,5 км². Почтовый индекс — 67057. Телефонный код — 0863.
Праздник ежегодно празднуется 2 мая.